# Альбер Гобле д'Альв'єлла
Альбер Жозеф, граф Гобле д'Альв'єлла (26 травня 1790 , Турне, Австрійські Нідерланди  — 5 травня 1873 , Брюссель ) — офіцер збройних сил Нідерландів. Пізніше став бельгійським політиком.
Народився в Турне. Першу офіцерську посаду здобув у французькій армії, проте 1814 перевівся на службу до збройних сил Нідерландів. Під час повстання в Бельгії 16 листопада 1830 року приєднався до революційних сил. У новій незалежній Бельгії був призначений на посаду міністра закордонних справ, яку обіймав у 1831⁣ — ⁣1834 роках. З 1832 до 1834 року очолював уряд країни. 1837 року йому було надано дворянський титул. Був дідом Ежена Гобле д'Альв'єлли, відомого історика. Помер у Брюсселі у віці 82 років у 1873 році.